# Severské zlato
Severské zlato je jedna ze slitin používaných k výrobě mincí. Je složena z 89 % z mědi, 5 % hliníku a 5 % zinku a 1 % cínu. 
Ze severského zlata jsou raženy například euromince o hodnotách 10, 20 a 50 centů. Materiál byl používán pro mince v mnoha zemích už téměř jedno desetiletí, nejznámější mincí je švédská desetikorunová mince, pro kterou byl materiál vyvinut na základě požadavků mincovny Švédské státní banky. Odkud také pramení část názvu materiálu. Název zlato je odvozen jen od zlatavé barvy slitiny způsobené mědí.